# Cherves-Richemont
Cherves-Richemont là một xã thuộc tỉnh Charente vùng Nouvelle-Aquitaine tây nam nướcPháp. Xã nay có độ cao trung bình 28 mét trên mực nước biển.